# ゴビケラトプス
ゴビケラトプス（Gobiceratops）は前期白亜紀のモンゴルに生息していた角竜類である。ホロタイプは頭長 3.5センチメートルになる頭蓋骨の標本で、モンゴル南部ケルミン・ツァフ（Khermin Tsav）のバルン・ゴヨト層から発掘された。これは若い個体のものであると考えられている。
ゴビケラトプス属の記載は2008年 Alifanov によってなされ、そのタイプ種は G. minutus である。ゴビケラトプスはバガケラトプスに近縁とされ、バガケラトプス科内に位置付けられている。